# Prosorhynchoides gracilescens
Prosorhynchoides gracilescens är en plattmaskart. Prosorhynchoides gracilescens ingår i släktet Prosorhynchoides och familjen Bucephalidae. Inga underarter finns listade i Catalogue of Life.